# In der Kiesel bei Hintersteinau
Koordinaten: 50° 25′ 25″ N, 9° 26′ 37″ O
In der Kiesel bei Hintersteinau ist ein Naturschutzgebiet auf dem Gebiet der Stadt Steinau an der Straße im Main-Kinzig-Kreis in Hessen. Das Naturschutzgebiet liegt nordwestlich des Steinauer Ortsteils Hintersteinau zwischen der westlich verlaufenden Landesstraße L 3178 und der östlich verlaufenden L 3292. Das Gebiet ist seit 2000 flächengleich und gleichnamig auch als FFH-Gebiet ausgewiesen.

## Bedeutung
Das 32,05 ha große Gebiet mit der Kennung 1435081 ist seit dem Jahr 1996 als Naturschutzgebiet ausgewiesen.